# Carlo Bomans
Carlo Bomans est un ancien coureur cycliste belge, né le 10 juin 1963 à Brée (Belgique).

## Biographie
En 1981, il devient Champion de Belgique junior, en 1983, il est Champion de Belgique militaire, puis en 1989, Champion de Belgique professionnel. Il devient professionnel en 1986 et le reste jusqu'en 1998. Il y remporte 19 victoires.
Entre octobre 2005 et 2015, il succède à José De Cauwer en tant que sélectionneur de l'équipe nationale belge de cyclisme sur route masculines professionnelle. Il a notamment remporté le titre mondial en 2012 avec Philippe Gilbert. Il est remplacé par Kevin De Weert à partir de 2016.
Depuis 1998, il est sélectionneur de l'équipe nationale belge sur route juniors.

## Palmarès

### Palmarès amateur
- 1981
  -  Champion de Belgique sur route juniors
  - 1re étape de la Ster van Zuid-Limburg
- 1982
  - 3e du championnat de Belgique interclubs
- 1983
  -  Champion de Belgique sur route militaires
  -  Médaillé de bronze du championnat du monde militaire du contre-la-montre par équipes
- 1984
  - Paris-Troyes
  - 6eb étape du Tour des régions italiennes
  - Circuit Het Volk espoirs
- 1985
  - Troyes-Dijon
  - Bruxelles-Zepperen
  - 2e de Paris-Troyes
  - 2e de l'Internatie Reningelst

### Palmarès professionnel
- 1986
  - 2e étape du Tour de Belgique
  - 3e du Circuit des Ardennes flamandes - Ichtegem
- 1988
  - 3e de la Flèche hesbignonne
  - 3e du Grand Prix de la ville de Zottegem
- 1989
  -  Champion de Belgique sur route
  - 4e étape du Tour de Belgique
  - Course des raisins
  - 2e de Binche-Tournai-Binche
  - 2e du Circuit Mandel-Lys-Escaut
  - 2e de Paris-Bruxelles
  - 3e du Grand Prix Raymond Impanis
- 1990
  - 1re et 7e étapes du Tour méditerranéen
  - 3e étape de Paris-Nice
  - 2eb étape du Tour de l'Oise
  - 2e du Grand Prix d'ouverture La Marseillaise
  - 3e du Grand Prix du canton d'Argovie
  - 4e du Tour des Flandres
  - 6e de Paris-Tours
- 1991
  - 5e étape de l'Étoile de Bessèges
  - 2e du Circuit Het Volk
  - 3e de Paris-Roubaix
  - 3e du Circuit de la vallée de la Lys
  - 8e de l'Amstel Gold Race
- 1993
  - 4e étape du Tour de France (contre-la-montre par équipes)
  - 2ea étape de la Hofbrau Cup
  - 3e du championnat de Belgique sur route
- 1994
  - À travers la Belgique
  - Grand Prix Raymond Impanis
  - Grote Prijs Dr. Eugeen Roggeman
  - 3e étape du Tour de France (contre-la-montre par équipes)
  - 3e de Binche-Tournai-Binche
  - 3e du Circuit Mandel-Lys-Escaut
- 1995
  - 3e du Grand Prix E3
- 1996
  - Grand Prix E3
- 1997
  - 2e des Trois Jours de La Panne
- 1998
  - 2e du championnat de Belgique sur route
  - 2e de la Flèche ardennaise

## Résultats sur les grands tours

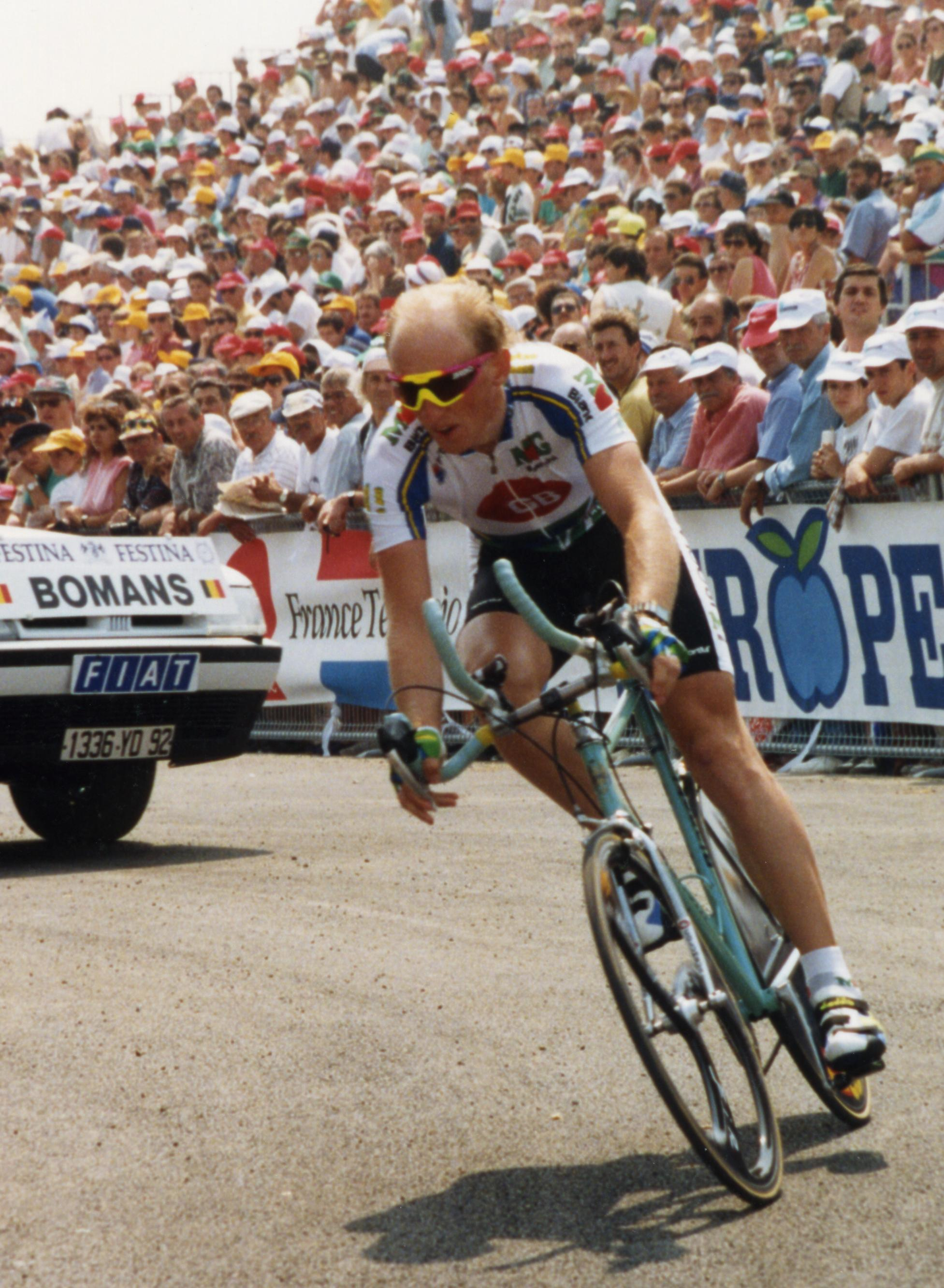
Prologue du Tour de France 1993

### Tour de France
7 participations
- 1986 : abandon (17e étape)
- 1989 : 137e
- 1990 : 110e
- 1991 : abandon (14e étape)
- 1993 : hors délais (11e étape), vainqueur de la 4e étape (contre-la-montre par équipes)
- 1994 : 76e, vainqueur de la 3e étape (contre-la-montre par équipes)
- 1995 : hors délais (9e étape)

## Distinctions
- Vélo de cristal du meilleur directeur sportif en 2012